# Nitemazepam
Nitemazepam (ou 3-hidroxinimetazepam) é um derivado benzodiazepínico que foi sintetizado na década de 1970, mas nunca foi comercializado. É o análogo 7-nitro em vez do 7-cloro do temazepam, e também o derivado 3-hidroxi do nimetazepam, e um metabólito ativo. É semelhante ao temazepam e ao nimetazepam, pois é altamente hipnótico e sedativo. Nos anos mais recentes, foi vendido como um droga sintética, sendo identificado pela primeira vez na Europa em 2017.